# Morti nel 1988/Aprile
| Questa pagina contiene informazioni ricavate automaticamente dalle voci biografiche con l'ausilio del template Bio e di un bot. L'aggiornamento è periodico e automatico e ricostruisce completamente la pagina. Se manca una persona in questa lista, sei pregato di non aggiungerla, ma accertati piuttosto che la sua voce biografica contenga il template Bio e che i dati anagrafici siano correttamente compilati. Se il template Bio manca, inseriscilo tu stesso o, in alternativa, metti l'avviso {{tmp\|Bio}} che ne segnala la mancanza. Se i dati riportati sono sbagliati, correggi direttamente la voce biografica; le modifiche saranno visibili in questa lista entro pochi giorni. Per chiarimenti vedi il progetto biografie. La lista contiene solo le 84 persone che sono citate nell'enciclopedia e per le quali è stato implementato correttamente il template Bio. Pagina aggiornata al 3 mar 2024. |

- 1º aprile - Jim Jordan, attore statunitense (n. 1896)
- 2 aprile - Jenő Barcsay, pittore ungherese (n. 1900)
- 2 aprile - Paolo Milano, critico letterario e giornalista italiano (n. 1904)
- 2 aprile - Anthony Pelissier, regista e sceneggiatore inglese (n. 1912)
- 2 aprile - Vernon Wallace Thomson, politico e avvocato statunitense (n. 1905)
- 3 aprile - Isaac Froimovich, pallanuotista cileno (n. 1918)
- 3 aprile - Giuseppe Macchiavelli, politico italiano (n. 1922)
- 4 aprile - Zlatko Grgić, animatore croato (n. 1931)
- 4 aprile - Eric Havelock, filologo classico inglese (n. 1903)
- 4 aprile - Oleg Žakov, attore sovietico (n. 1905)
- 5 aprile - Swede Halbrook, cestista statunitense (n. 1933)
- 5 aprile - Alf Kjellin, regista e attore svedese (n. 1920)
- 7 aprile - Cesar Bresgen, compositore austriaco (n. 1913)
- 7 aprile - Luigi Ducci, politico italiano (n. 1896)
- 7 aprile - Giovanni Gotti, ciclista su strada italiano (n. 1912)
- 7 aprile - Ilia Peikov, pittore bulgaro (n. 1911)
- 7 aprile - Albert S. Rogell, regista statunitense (n. 1901)
- 9 aprile - Turgut Atakol, cestista, arbitro di pallacanestro e dirigente sportivo turco (n. 1915)
- 9 aprile - Brook Benton, cantautore statunitense (n. 1931)
- 9 aprile - Hans Berndt, calciatore tedesco (n. 1919)
- 9 aprile - Sylvia Thalberg, sceneggiatrice statunitense (n. 1907)
- 10 aprile - Ezekias Papaioannou, politico cipriota (n. 1908)
- 10 aprile - Natale Polci, poeta italiano (n. 1897)
- 10 aprile - Shigeo Sugiura, nuotatore giapponese (n. 1917)
- 10 aprile - Teóphilo, calciatore brasiliano (n. 1900)
- 11 aprile - Ithell Colquhoun, pittrice, scrittrice e esoterista britannica (n. 1906)
- 11 aprile - Jeff Donnell, attrice statunitense (n. 1921)
- 11 aprile - Wolfram Fiedler, slittinista tedesco orientale (n. 1951)
- 11 aprile - Francesco Pacini, pentatleta italiano (n. 1905)
- 12 aprile - Sheridan Gibney, sceneggiatore e drammaturgo statunitense (n. 1903)
- 12 aprile - Alan Paton, scrittore, politico e attivista sudafricano (n. 1903)
- 12 aprile - Alma Sabatini, linguista e attivista italiana (n. 1922)
- 12 aprile - Vittorio Subilia, teologo italiano (n. 1911)
- 12 aprile - Italo Tancredi, attore italiano
- 14 aprile - Kenneth Davidson, cestista e allenatore di pallacanestro statunitense (n. 1919)
- 14 aprile - Daniel Guérin, storico e politico francese (n. 1904)
- 14 aprile - Camilla Ravera, politica italiana (n. 1889)
- 15 aprile - Anna Carena, attrice italiana (n. 1899)
- 15 aprile - Albert Matzinger, calciatore svizzero (n. 1904)
- 15 aprile - Federico Spoltore, pittore italiano (n. 1902)
- 15 aprile - Kenneth Williams, attore gallese (n. 1926)
- 16 aprile - José Dolhem, pilota automobilistico francese (n. 1944)
- 16 aprile - Jurij Aleksandrovič Egorov, pianista sovietico (n. 1954)
- 16 aprile - Francesco Pretti, marciatore e dirigente sportivo italiano (n. 1903)
- 16 aprile - Roberto Ruffilli, politologo e politico italiano (n. 1937)
- 16 aprile - Abu Jihad, militare e politico palestinese (n. 1935)
- 17 aprile - Carlotta Corpron, fotografa statunitense (n. 1901)
- 17 aprile - Giulietta De Riso, attrice italiana (n. 1896)
- 17 aprile - Toni Frissell, fotografa statunitense (n. 1907)
- 17 aprile - Anthony Gaggi, mafioso statunitense (n. 1925)
- 17 aprile - Piero Magni, ingegnere aeronautico italiano (n. 1898)
- 17 aprile - Louise Nevelson, scultrice ucraina (n. 1899)
- 17 aprile - Eva Novak, attrice statunitense (n. 1898)
- 17 aprile - Daniel Rapant, storico e archivista slovacco (n. 1897)
- 17 aprile - Renzo Rosati, militare italiano (n. 1962)
- 18 aprile - Paolo Cinanni, politico e scrittore italiano (n. 1916)
- 18 aprile - Pierre Desproges, umorista francese (n. 1939)
- 18 aprile - Antonín Puč, calciatore cecoslovacco (n. 1907)
- 19 aprile - Kwon Ki-ok, aviatrice coreana (n. 1901)
- 20 aprile - Umberto Erriu, militare italiano (n. 1964)
- 20 aprile - Bonaventura Picardi, politico italiano (n. 1911)
- 20 aprile - Cataldo Stasi, carabiniere italiano (n. 1966)
- 21 aprile - I. A. L. Diamond, sceneggiatore statunitense (n. 1920)
- 21 aprile - Buddy Humphrey, giocatore di football americano statunitense (n. 1935)
- 22 aprile - Melvin Price, politico statunitense (n. 1905)
- 22 aprile - Franca Raimondi, cantante italiana (n. 1932)
- 22 aprile - Irene Rich, attrice statunitense (n. 1891)
- 23 aprile - Axel Grönberg, lottatore svedese (n. 1918)
- 23 aprile - Eitarō Ozawa, attore giapponese (n. 1909)
- 23 aprile - Arthur Michael Ramsey, arcivescovo anglicano inglese (n. 1904)
- 25 aprile - René Cardona, regista, attore e produttore cinematografico cubano (n. 1905)
- 25 aprile - Carolyn Franklin, cantante e cantautrice statunitense (n. 1944)
- 25 aprile - Ferenc Pataki, ginnasta ungherese (n. 1917)
- 25 aprile - Clifford D. Simak, scrittore, giornalista e autore di fantascienza statunitense (n. 1904)
- 25 aprile - Valerie Solanas, scrittrice, attrice e attivista statunitense (n. 1936)
- 26 aprile - Alf Hansen, calciatore norvegese (n. 1899)
- 26 aprile - Guillermo Haro, astronomo messicano (n. 1913)
- 26 aprile - Valerij Alekseevič Legasov, chimico sovietico (n. 1936)
- 28 aprile - Mario Actis Perinetti, politico italiano (n. 1895)
- 28 aprile - Fenner Brockway, politico e attivista britannico (n. 1888)
- 28 aprile - Enrico de Boccard, giornalista, scrittore e agente segreto italiano (n. 1921)
- 29 aprile - James McCracken, tenore statunitense (n. 1926)
- 30 aprile - Man Mountain Mike, wrestler statunitense (n. 1940)
- 30 aprile - Alex Sanders, esoterista britannico (n. 1926)